# Fulko (Jerusalem)

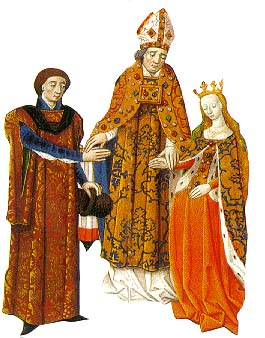
Königin Melisende von Jerusalem heiratet Fulko von Anjou. Miniatur aus einer Ausgabe der Chronica des Wilhelm von Tyrus

Fulko von Jerusalem (französisch: Foulques; englisch: Fulk; * 1092; † 13. November 1143 in Akkon), genannt der Jüngere (le Jeune), war von 1109 bis zu seinem Tod als Fulko V. Graf von Anjou, Tours und Maine aus dem Haus Château-Landon. Ab 1131 war er darüber hinaus König des Kreuzfahrerkönigreichs Jerusalem. Er war der jüngste Sohn des Grafen Fulko IV. des Zänkers († 1109) und dessen fünfter Ehefrau Bertrada von Montfort, welche als Geliebte des Königs Philipp I. von Frankreich zu hohem politischen Einfluss gelangte.

## Graf von Anjou
Fulko trat nach dem Tod seines Vaters 1109 dessen Erbe in Anjou und Tours an und unterwarf jene Vasallen, welche noch mehrmals gegen seinen unbeliebten Vater revoltiert hatten. Gegen seinen nördlichen Nachbarn, den Normannen Heinrich Beauclerc, führte er den seit Generationen andauernden Konflikt um die Grafschaft Maine fort, mit deren Erbin Fulko seit 1109 verheiratet war. Zu diesem Zweck suchte er ein enges Zusammengehen mit König Ludwig VI., den er in den Jahren 1116 bis 1118 gegen die aufständischen Barone der Île de France und Theobald II. von Blois-Champagne unterstützte.
Zusammen unterstützten sie 1118 die revoltierenden Barone der Normandie sowie den Prätendenten Wilhelm Clito, gegen Heinrich Beauclerc. Nachdem dieser jedoch bis 1119 seine Herrschaft in der Normandie wiederherstellen und König Ludwig und Clito bei Brenneville (Brémule) schlagen konnte, wechselte Fulko die Seiten. Denn in seinem Bestreben, die Koalition seiner Gegner zu sprengen, war Heinrich bereit, ihm große Zugeständnisse zu machen. So verzichtete Heinrich zugunsten Fulkos auf jegliche Ansprüche auf das Maine, welches nun unumstritten Fulko gehören sollte. Die Grafschaften Anjou, Tours und Maine (zusammen auch Grand-Anjou genannt) ordnete Fulko einer straffen und effektiven Verwaltung unter, gemeinsam sollten sie den Kern des Angevinischen Reichs seiner Nachkommen bilden.
Der zwischen Normannen und Angevinern geschlossene Friede wurde zudem durch die Hochzeit von Fulkos Tochter Alice (Isabelle) mit Heinrichs Erben William Ætheling gefestigt. Dieser Friede sollte auch den frühen Tod des Atheling nach dem Untergang des Weißen Schiffs 1120 überdauern und mündete schließlich 1128 in den folgenschweren Ehebund der Erbtochter Heinrichs, Mathilde (Maud), mit Fulkos Erbsohn Gottfried.

## König von Jerusalem
Schon 1120 besuchte Fulko ein erstes Mal das Heilige Land, wo er ein enger Freund des Ordens der Tempelritter wurde, den er nach seiner Rückkehr in Frankreich finanziell unterstützte.
König Balduin II. von Jerusalem sandte im Jahr 1127 eine Gesandtschaft nach Frankreich, die dort nach einem geeigneten Ehemann für seine älteste Tochter und Erbin Melisende Ausschau halten sollte. Die Wahl fiel auf den verwitweten Grafen von Anjou. Nachdem man ihm die Krone von Jerusalem anbot, erklärte er sich bereit, aufs Neue und für immer in das Heilige Land zu ziehen und überließ sein geordnetes Erbe seinem ältesten Sohn. Die Heirat mit Melisende 1129 brachte ihm die Städte Akkon und Tyrus als Mitgift in die Ehe ein.

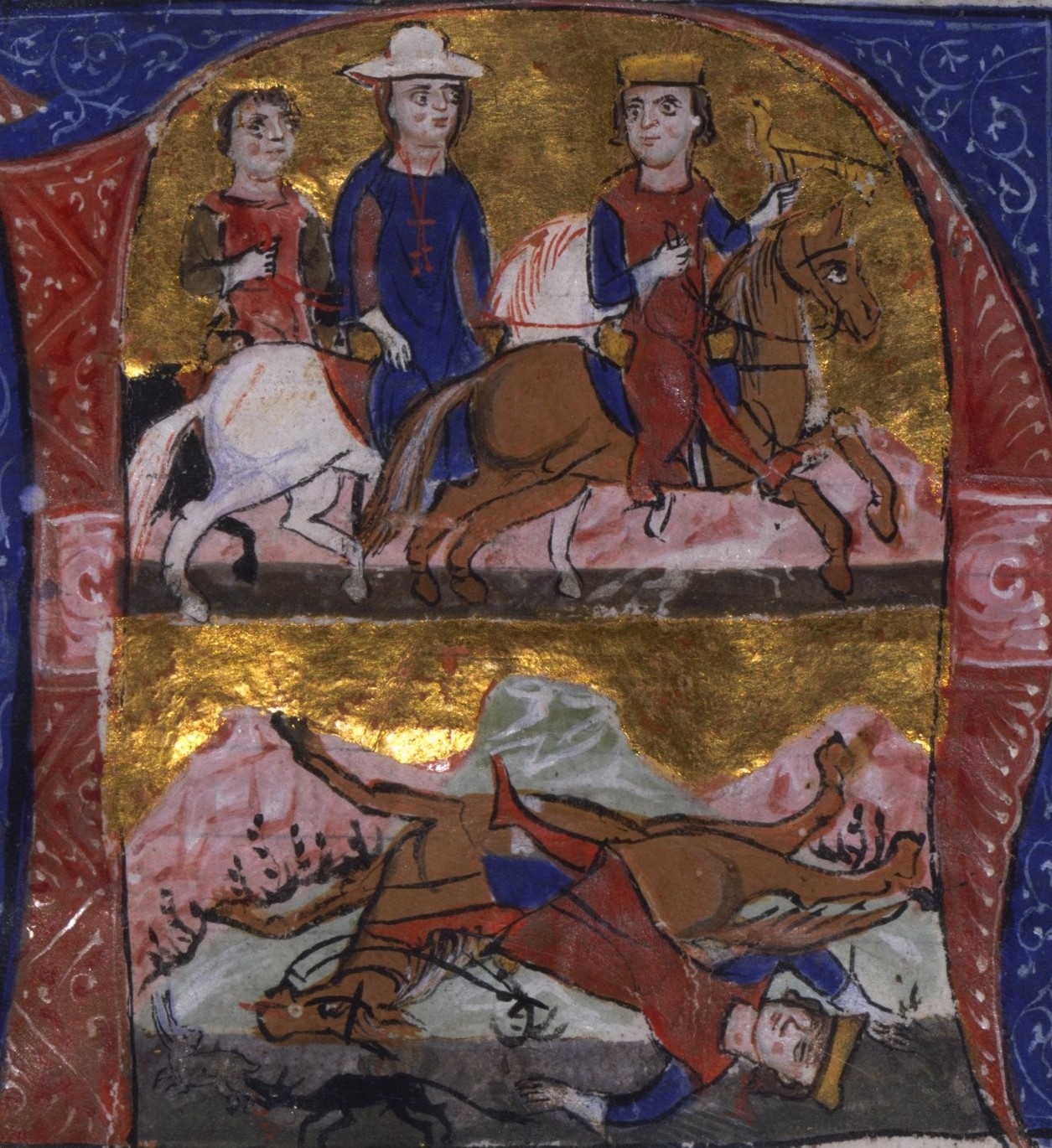
Jagdausflug und Tod König Fulkos von Jerusalem

1131 starb König Balduin II., und Fulko wurde gemeinsam mit seiner Frau am 14. September 1131 zum König von Jerusalem gekrönt. Gleich zu Beginn seiner Herrschaft musste er sich gegen aufbegehrende Vasallen durchsetzen. Seine Schwägerin Alice versuchte die Herrschaft über das Fürstentum Antiochia zu gewinnen, doch Fulko konnte sich gegen ihren Mitstreiter Pons von Tripolis militärisch behaupten und sicherte sich die Herrschaft über Antiochia. Als Vormund der Fürstin Konstanze vermittelte er deren Ehe mit dem ebenfalls zugereisten Raimund von Poitiers. 1134 revoltierten der Graf von Jaffa, Hugo II. von Le Puiset, und der Fürst von Oultrejordain, Roman von Le Puy, gegen Fulko. Hugo verbündete sich dabei sogar mit Ägypten, doch konnte sich Fulko dennoch gegen ihn behaupten.
Die größte Herausforderung für Fulko war das Erstarken des Atabegs Zengi von Mosul. 1137 wurde Fulko bei Barin geschlagen; er verbündete sich daraufhin mit dem Wesir von Damaskus, der ebenfalls von Zengi bedroht wurde, und war daraufhin in der Lage, die Festung Banias im Norden des Sees Genezareth zu erobern. Auch stärkte er sein Reich im Süden: Sein Mundschenk Paganus baute die Festung von Karak, im Süden des Toten Meeres, und half den Kreuzrittern den Zugang zum Roten Meer zu öffnen. Im Südwesten ließ Fulko Blanche Garde, Ibelin und andere Festungen bauen, um die Macht der ägyptischen Burg von Askalon zu brechen.
1137 und 1142 kam der byzantinische Kaiser Johannes II. Komnenos nach Syrien, um die byzantinische Herrschaft über die Kreuzfahrerstaaten zu erlangen. Johannes’ Ankunft wurde von Fulko ignoriert, der auch eine Einladung zurückwies, Johannes in Jerusalem zu treffen.
Fulko starb am 13. November 1143 in Akkon an den Folgen eines Jagdunfalls und wurde in der Grabeskirche in Jerusalem bestattet. Da sein ältester Sohn aus zweiter Ehe noch unmündig war, übernahm seine Witwe Melisende die Regierung über das Kreuzfahrerkönigreich.
Der Geschichtsschreiber Wilhelm von Tyrus beschreibt Fulko als fähigen Soldaten und Politiker, der sowohl das Königreich als auch die Kirche verteidigte und die Politik seiner Vorgänger Balduin I. und Balduin II. fortsetzte. Wilhelm spürte, dass Fulkos Hauptfehler seine Passivität gegenüber den Angriffen Zengis im Norden war, die im Fall Edessas im Jahr 1144 ihren Höhepunkt fanden.

## Ehen und Nachkommen
In erster Ehe war Fulko seit 1109 mit Eremburge de La Flèche († 14. Januar 1126) verheiratet. Sie war die Erbtochter des Grafen Elias I. von Maine und brachte neben der väterlichen Grafschaft auch die Herrschaft über die Burg La Flèche in die Ehe. Beider Kinder waren:
- Alice (Isabelle) (* 1110/1111; † 1154), unter dem Namen Mathilde wurde sie 1150 Äbtissin der Abtei Fontevrault ⚭ Juni 1119 William Ætheling († 1120)
- Gottfried V. der Schöne (* 1113; † 1151), auch genannt Plantagenêt, 1129 Graf von Grand-Anjou, 1144 Herzog der Normandie
- Sibylle (* 1112/1116; † 1165)

1. ⚭ 1123 Wilhelm Clito († 1128), die Ehe wurde 1124 annulliert
2. ⚭ 1134 Graf Dietrich von Flandern († 1168)

- Elias II. († 1151), Graf von Maine

Aus seiner zweiten Ehe mit Königin Melisende, die am 2. Juni 1129 in Jerusalem geschlossen wurde, hatte Fulko zwei Söhne:
- Balduin III. (* 1131; † 1162), Nachfolger als König von Jerusalem
- Amalrich I. (* 1136; † 1174), folgte seinem Bruder als König nach